# Jure Ferjan
Jure Ferjan, slovenski ekonomist, novinar in politik, * 4. januar 1993, Kranj
Ferjan je nekdanji poslanec Slovenske demokratske stranke v Državnem zboru Republike Slovenije. Pred tem je bil podžupan Občine Tržič in novinar.

## Življenjepis
4. januarja 1993 rojeni Ferjan je otroštvo preživel v Bistrici pri Tržiču. Leta 2012 je maturiral na Gimnaziji ESIC Kranj (danes Gimnazija Franceta Prešerna), leta 2015 pa diplomiral na Ekonomski fakulteti Univerze v Ljubljani. V dijaških in študentskih letih se je začel vključevati v različne organizacije; bil je član predsedstva Dijaške organizacije Slovenije, član delovne skupine za modernizacijo vzgoje in izobraževanja na Ministrstvu za izobraževanje, znanost in šport Republike Slovenije ter član Slovenske demokratske mladine, podmladka Slovenske demokratske stranke.
Leta 2015 se je zaposlil v mediju Nova24TV, kjer je bil voditelj, novinar in nekaj mesec v. d. urednika.

### Politika
Na državnozborskih volitvah 2018 je v Tržiču kandidiral na listi Slovenske demokratske stranke. Čeprav je v okraju osvojil največ, 1790 glasov oz. 26,91 %, ni osvojil poslanskega mandata. Leta 2019 je postal podžupan Občine Tržič. Ob imenovanju 14. vlade Republike Slovenije, je Ferjan v državnem zboru nadomestil dotedanjega poslanca Žana Mahniča, ki je postal državni sekretar za nacionalno varnost v kabinetu predsednika vlade. Na državnozborskih volitvah 2022 se za nov mandat poslanca ni več potegoval.

### Zasebno
Je poročen s Karmen Kozmus Ferjan in ima sina. Po odstopu Ljuba Žnidarja z mesta poslanca, je njegovo mesto prevzela Karmen Kozmus Ferjan, s čimer sta z možem Juretom postala prvi poslanski zakonski par v zgodovini Državnega zbora Republike Slovenije.